# Over the Top (film fra 1918)
Over the Top er en amerikansk stumfilm fra 1918 af Wilfrid North.

## Medvirkende
- Arthur Guy Empey - James Garrison 'Garry' Owen
- Lois Meredith - Helen Lloyd
- James W. Morrison - Albert Lloyd
- Arthur Donaldson - Friederich von Emden
- Julia Swayne Gordon - Wagner